# Landolf de Gaète
Landolf de Gaète (ou Lando), est soit un comte  Lombard  ou un membre d'une lignée cadette de la famille du sénateur Docibilis, qui fut Duc et Consul de Gaète de 1091 à 1103.

## Contexte
Après la mort de Jourdain Ier d'Aversa prince de Capoue en novembre 1090, l'anarchie éclate dans les domaines de la principauté de Capoue, particulièrement à  Aquino et Gaète. Dans la seconde cité , Renaud Ridel est chassé par la population qui acclame un certain  Landolf comme Duc. Il réussit à se maintenir pendant une décennie, mais on ignore tout de lui. Il avait un fils nommé  Marinus de son épouse Inmilgia, une fille du Sénateur Jean de Naples. Il est expulsé de Gaète en 1103 par le  Normand Guillaume de Blosseville.

## Sources
- Léon d'Ostie et Pierre le Diacre. Chronicon Monasterii Casinensis.
- Ferdinand Chalandon. Histoire de la domination normande en Italie et en Sicilie. Paris, 1907.
- (en) F.M.G. Medlands DUKES of GAETA 1043-1111 (VARIOUS FAMILIES)